# Euchaetes costaricae
Euchaetes costaricae là một loài bướm đêm thuộc phân họ Arctiinae, họ Erebidae.